# Kungseken, Hjorthagen
Kungseken är en ek i stadsdelen Hjorthagen i Stockholm. Eken står på Värtaverkets tomt utanför huvudentrén.
| Kungseken vid Värtaelverket i februari 2012 och augusti 2012. |  | Kungseken vid Värtaelverket i februari 2012 och augusti 2012. |
| Kungseken vid Värtaelverket i februari 2012 och augusti 2012. |  |                                                               |

Kungseken på Hjorthagen är ungefär 600 år gammal och slog rot redan på 1400-talet. Namnet härrör troligen efter kung Oscar II som gjorde vårutflykter till denna mäktiga ek. När Värtaverkets tillfartsväg breddades höjdes marken. I samband med det byggdes en stensatt “brunn” med räcke kring ekens stam.